# Gratianopolis
Gratianopolis est le nom gallo-romain et étymon de la ville de Grenoble, à partir de l'année 381. Avant cette date, la petite cité s'appelait Cularo.

## Historique
Dans le cadre d'un empire qui est une fédération de cités, pour honorer l'empereur romain Gratien et pour affirmer son statut de civitas, les édiles locaux de Cularo décident de la renommer en Gratianopolis. Le nom est un composé de polis (la cité en grec) et du nom de l'empereur Gratien (Flavius Gratianus) qui a doté la cité d'un évêché en 381 au plus tard, mais il n'existe aucun document attestant de son passage à Cularo, lors de son déplacement dans la vallée du Rhône en 379.
Le premier évêque de Gratianopolis est Domnin (Domninus), attesté par sa présence au concile d'Aquilée en septembre 381 et qui va décéder en novembre 386. Son successeur est Diogéne. L'installation d'un évêché n'est pas sans conséquences urbanistiques pour la cité. Il s'agit en effet de construire un véritable quartier épiscopal avec des bâtiments de culte et de résidence pour le clergé. Un baptistère destiné à pratiquer le baptême chez les chrétiens est construit et sera utilisé jusque vers l'an 1000, puis inutilisé, il tombe dans l'oubli. Comme dans les autres cités, ce groupement s'installe près d'une porte de l'enceinte romaine, près de la porte Viennoise, dans l'axe de l'actuelle rue Frédéric Taulier.
Gratianopolis compte alors environ 2 000 habitants sur ses neuf hectares et reste une ville fortifiée plus rurale que commerçante malgré la présence d'un port sur l'Isère, situé près de la place de Bérulle. Le commerce ne devait s'y ranimer qu'au bout de sept à huit siècles.
Dans la première partie du Ve siècle, des monuments funéraires ou mausolées sont construits sur la rive droite de l'Isère, en zone non inondable, recevant les personnages importants de la cité comme les premiers évêques.

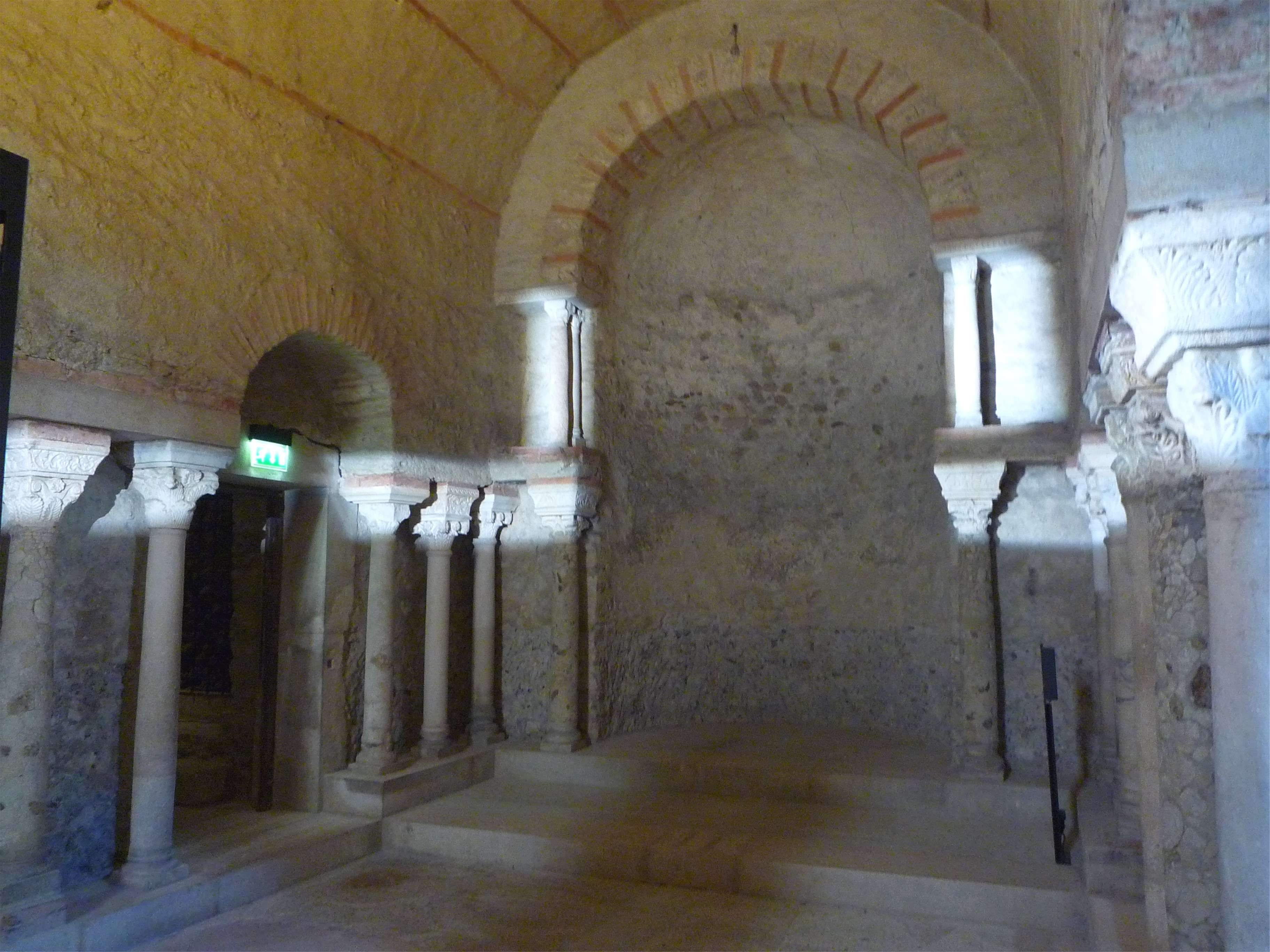
Crypte Saint Oyand, VIe siècle

Au VIe siècle, une première église cruciforme dédiée à saint Laurent est bâtie. Accolée à l'un des mausolées existants de la rive droite de l'Isère et profitant de la déclivité du terrain, cette première église est construite en partie par-dessus une chapelle dédiée à saint Oyand, lui conférant ainsi le statut de crypte Saint-Oyand. Un siècle plus tard, un voûtement est installé dans la crypte nécessitant l'installation de colonnes. Ce site religieux et funéraire ne cessera d'évoluer sur un plan architectural au cours des siècles suivants et le patronyme de Saint-Laurent restera désormais attaché à toute la rive droite de l'Isère.

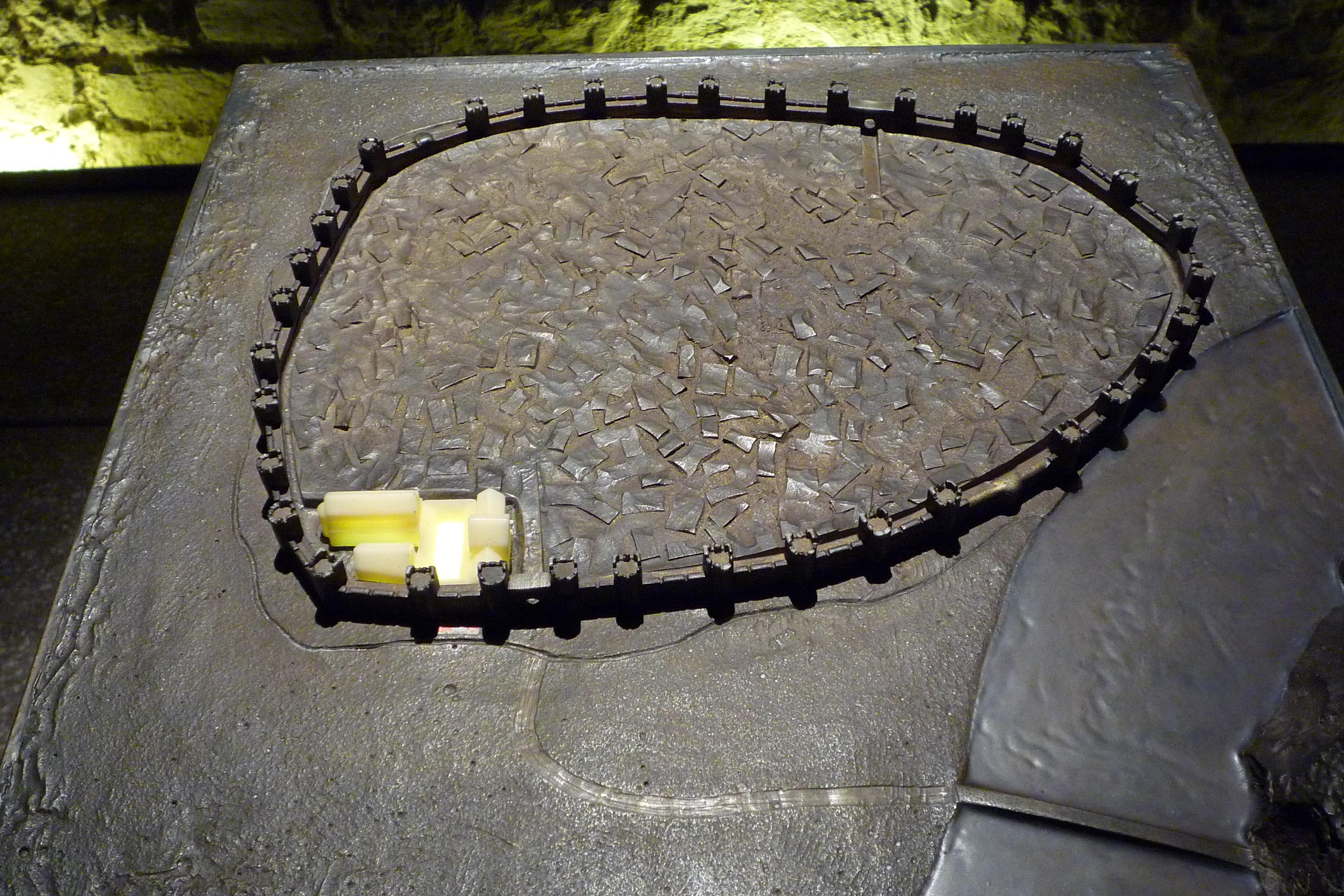
Rempart romain de Cularo, puis de Gratianopolis

En 574, à l'époque de la Bourgogne mérovingienne, Gratianopolis est assiégée par les Lombards qui se trouvent à une période agitée de leur histoire. Mais Gratianopolis tient bon derrière ses remparts, et l'offensive barbare est arrêtée par les troupes de Gontran.
En 660, l'évêque Ferjus de Gratianopolis est assassiné au cours d'un prêche par des opposants liés à la monarchie franque.
Vers l'an 1000, l'autorité de l'évêque remplace un pouvoir civil ou militaire défaillant, c'est la période de la seigneurie épiscopale. En effet, à partir du XIe siècle, la famille des comtes d'Albon, émergeant de l'aristocratie locale, prennent la direction de la province sous le titre de Dauphin de Viennois, d'où l'appellation Dauphiné. L'évêque Isarn tente de repeupler son diocèse dévasté vers 950 par les guerres contre les Sarrasins, mais c'est son successeur Humbert d'Albon qui cède en 1012 l'église Saint-Laurent bien délabrée aux moines de l'abbatiale Saint Chaffre en Velay. L'un de ses successeurs, l'évêque Hugues de Chateauneuf reprend en main le clergé et fait reconstruire le pont sur l'Isère reliant l'enceinte romaine de la cité au faubourg Saint-Laurent sur la rive droite.
C'est au cours du XIIIe siècle que se construit la collégiale Saint-André. Durant le XIVe siècle le dauphin Humbert II, dernier dauphin de Viennois, fonde l'université de Grenoble, une cour de justice appelée Conseil delphinal, ainsi qu'une Chambre des comptes du Dauphiné. Cependant, Humbert II, perd son fils unique en octobre 1335 dans des circonstances restées mal élucidées. Peu de temps après, le 8 septembre 1347, il revient, ruiné et veuf, d'une croisade en Palestine et doit faire face à une épidémie de peste dans sa ville. Accablé, il est contraint financièrement de céder le Dauphiné au royaume de France le 30 mars 1349. Les diplomates donneront à cet acte le nom de Transport du Dauphiné. À cette époque, la ville ne compte pas plus de 4 500 habitants.

## Les agrandissements du Moyen Âge

### Rive droite de l'Isère

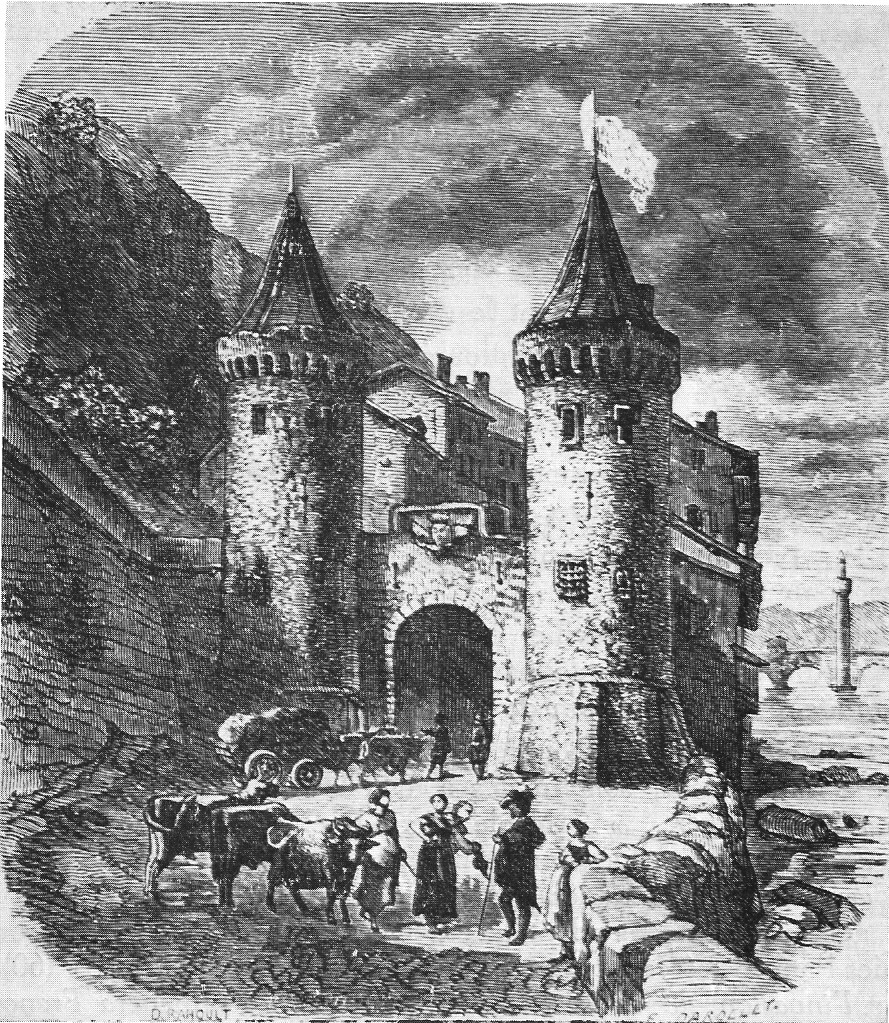
Porte Perrière (1533)

Au XIe siècle, le faubourg Saint-Laurent est le premier bâti à l'extérieur de l'enceinte romaine de la fin du IIIe siècle. Son développement provient du complexe religieux et funéraire installé entre le IVe siècle et le IXe siècle, sur le site du futur prieuré Saint-Laurent. Serré entre les pentes de la colline de la Bastille et la rivière, il se compose d'une rue unique bordée de chaque côté de maisons. Au XIIIe siècle, afin de protéger du côté colline, une porte est construite dans la Montée de Chalemont, et sera complétée en 1403 par la porte de l'Oyette. C'est par cette porte de Chalemont installée sur les hauteurs de la ville que les voyageurs provenant de Vienne ou d'ailleurs passaient obligatoirement jusqu'à la fin du XIVe siècle. La montée de Chalemont et sa porte vont être alors de moins en moins utilisées car à partir de 1385, le gouverneur de Grenoble, Enguerrand d'Eudin, fait creuser le rocher bordant l'Isère entre le port de la Roche et le site actuel de la porte de France, sur une distance d'environ 300 mètres.
Peu à peu, l'extension des maisons vers le port de la Roche et les carrières de pierre prolonge le faubourg à l'ouest. En janvier 1514, une porte de la Perrière construite en bois est achevée. En 1533, cette porte Perrière est réédifiée en pierre, encadrée par deux tours, et ne sera démolie qu'en 1642. Côté est de la ville, une porte Saint-Laurent attestée depuis 1338, est construite en 1406, puis reprise par les consuls de la ville en 1573. Ces deux portes assurent donc vers la fin du Moyen Âge, la sécurité du faubourg Saint-Laurent en verrouillant ses extrémités.

### Rive gauche de l'Isère
Au cours du Moyen Âge, des agrandissements de la cité fortifiée se font à deux reprises par rapport aux 9,09 hectares de l'enceinte romaine.
Juste avant l'inondation catastrophique de la ville en septembre 1219, 4,33 hectares du faubourg de l'îsle sont rajoutés en 1218 pour l'installation du couvent des Franciscains ou Cordeliers. Cet agrandissement impose de prolonger l'enceinte depuis la zone de la porte Viennoise jusqu'à l'Isère, à l'endroit où près de deux siècles plus tard s'élèvera la Tour de l'Isle. Une porte de l'isle est donc construite au début du XVe siècle afin de permettre le passage le long de l'Isère. Dans l'opération, la porte Viennoise n'est pas détruite pour autant, elle va même être conservée jusqu'en 1804, mais l'extension oblige la construction, à une centaine de mètres de celle-ci, d'une nouvelle porte d'enceinte appelée porte Très-Cloître. Au nord, à l'endroit où l'enceinte romaine passe tout près de l'Isère, il est percé une nouvelle porte, la porte de l'Aiguier, située sur l'actuelle rue Hector Berlioz, elle permet la perception des droits de batellerie et devient la seconde sortie de la ville vers l'ouest avec la porte Traîne. Entre les deux nouvelles portes, Très-Cloître et Aiguier, la portion d'enceinte devient alors inutile et sera détruite.

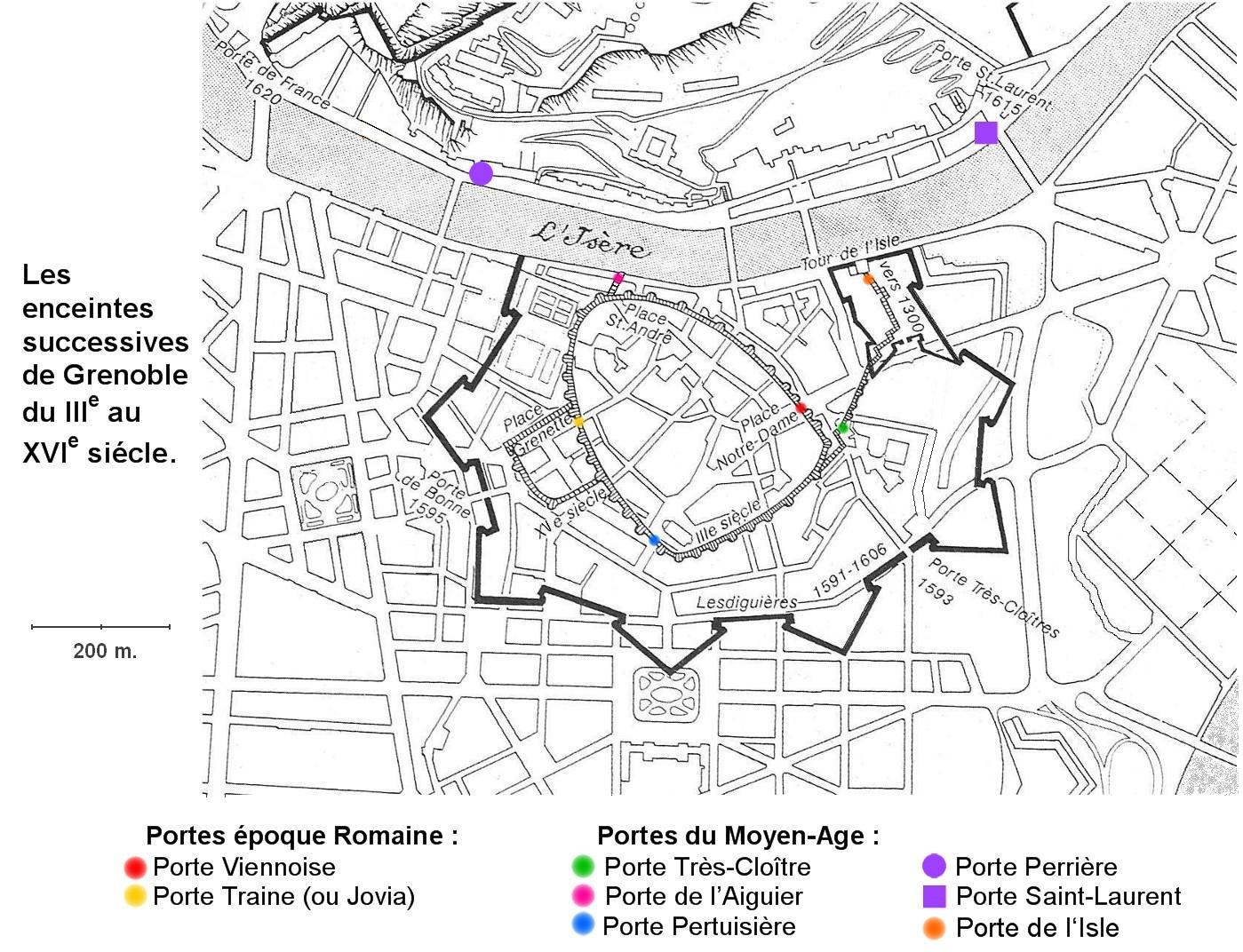
Positionnement des enceintes de la ville

C'est à cette époque que de nouvelles rues apparaissent dans cette extension, comme la rue Chaunaise ou Chenoise du nom de la famille Chaunais qui y possède une maison flanquée de tours. 
On va pratiquer aussi pour la commodité des habitants une ouverture dans le sud de l'enceinte romaine. Cette nouvelle porte est appelée porte Pertuisière, la rue qui y abouti en a longtemps conservé le nom (actuelle rue Alphand).
Période d'expansion oblige, la deuxième extension de la ville se produit en 1288, sur 1,35 hectare à l'ouest de la ville, près de la porte Traîne, afin d'accueillir à la demande de l'évêque Guillaume III de Royn, le nouveau couvent des Dominicains ou Jacobins sur un champ appelé Breuil, qui deviendra à partir de la seconde partie du XVIe siècle place du Breuil, puis place de la Granaterie et enfin place de la Grenette. Ce n'est qu'à la fin du XIVe siècle, en 1384, que les Dominicains sont autorisés par le roi Charles VI à construire une enceinte autour de leur couvent, leur église et de quelques bâtisses voisines, afin de la raccorder à l'enceinte romaine existante, totalisant ainsi 14,77 hectares de ville fortifiés.

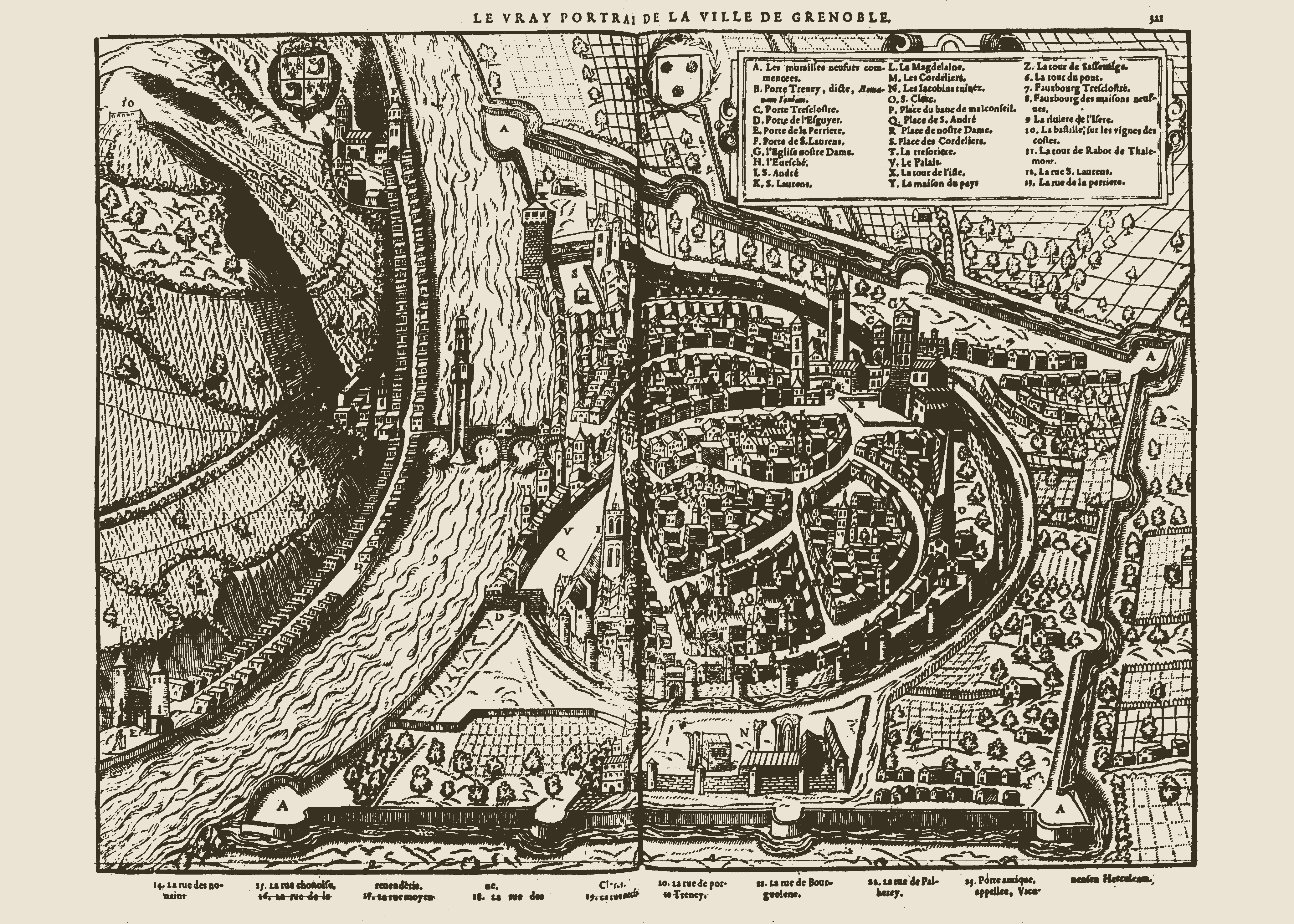
« Le vray portraict de la ville de Grenoble » (1575)

En juillet 2019, lors de travaux sous la chaussée de la rue de la République, une partie des fondations de ce couvent détruit à la fin du XVIe siècle sera découverte, mais également une cinquantaine de squelettes humains dont ceux de nombreux enfants,.
D'autres projets d'agrandissements de l'enceinte ne se réaliseront jamais, notamment sous François Ier. Mais par suite de difficultés financières, seul un fortin militaire est construit en 1537 au sommet de la colline dominant la ville ainsi qu'une redoute sur le coteau de La Tronche. Le projet est cependant resté dans les mémoires grâce au plan dit de Belleforest en 1575 représentant en vue cavalière la ville de Grenoble entourée de ce projet de nouvelle enceinte aux formes rectilignes. Le plan est intitulé "le vray portraict de la ville de Grenoble".
Après avoir connu une période d'expansion jusqu'au milieu du XIVe siècle, la ville connaît une période de récession avec guerre, peste et famine. Mais une ère nouvelle s'annonce avec l'agrandissement suivant effectué entre 1591 et décembre 1606 par le duc de Lesdiguières sur une superficie de 21,5 hectares, rendant ainsi inutile l'enceinte romaine vieille de treize siècles.

## Évolution du toponymeGratianopolisversGrenoble

### Attestations anciennes
- [episcopus] Gratianopolitanus au IVe siècle[21]
- Gratianopolitana et Gratiopolitane du IXe au XIe siècle[22]
- Gracianopolis, Grainovol et Graynovol au XIIIe siècle[22]
- Gregnoble (Archives de la chambres des comptes du Conseil delphinal), Graygnovol (Comptes des consuls de Grenoble) en 1339[23]
- Graignoble en 1343[23]
- Graignoble, Greignoble, Gregnoble en 1345[23]
- Greynovol et Grenovo au XIVe siècle[22]
- Gronopolis au XVe siècle[22]
- Grenoble uniquement, à partir du XVIe siècle

### Étymologie

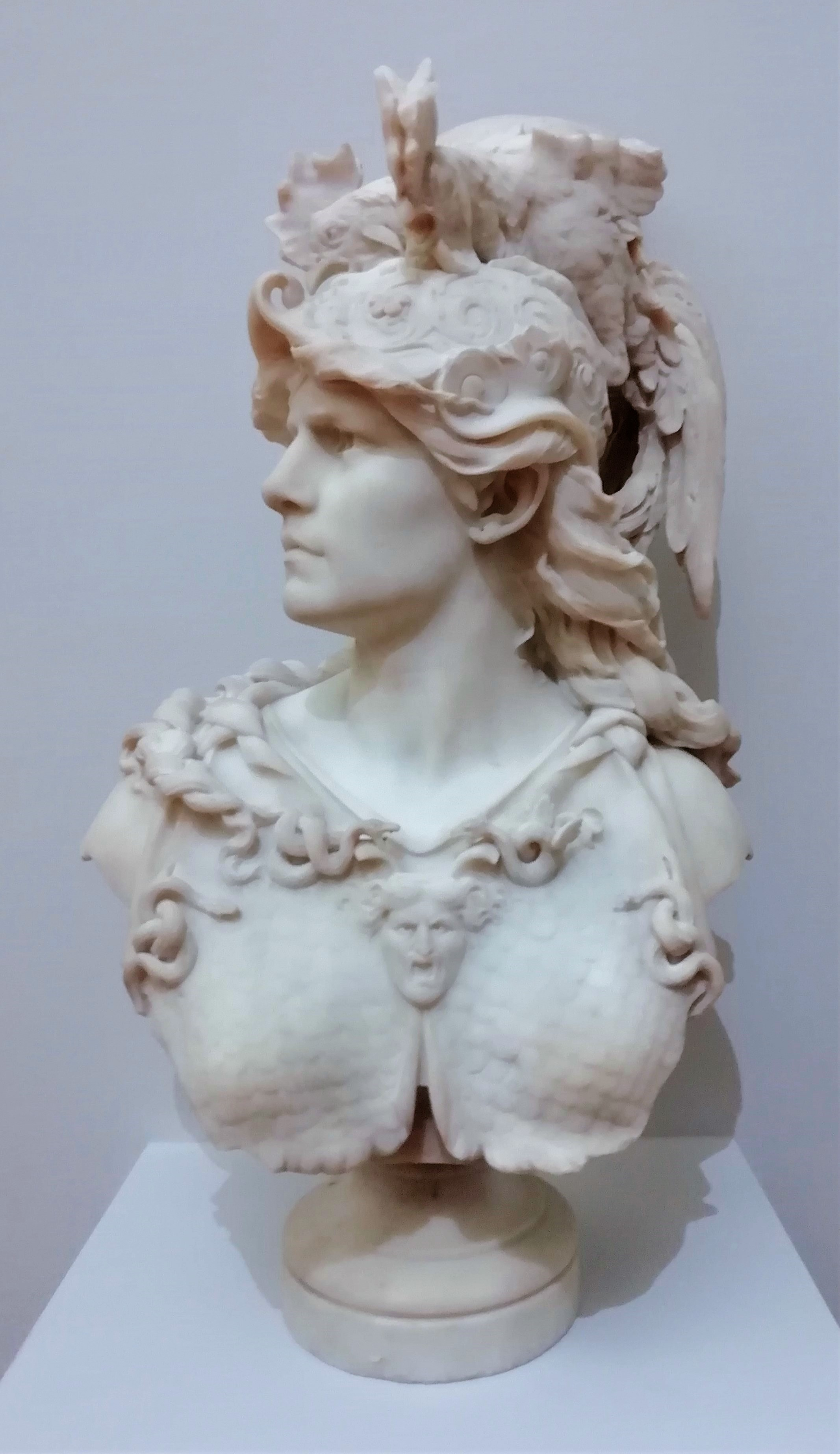
Gratianopolis par Henri Ding.

Gratianopolis est un composé construit à partir du mot grec polis « ville », précédé du nom de l'empereur Gratien, en latin Gratianus. Au IVe siècle, la ville demanda à prendre ce nom pour remplacer Cularo, en l'honneur de l'empereur Gratien qui y avait fondé un évêché.
Gratianopolis a régulièrement évolué en Grainovol, par lénition de la consonne intervocalique [t] en [d], d'où une forme intermédiaire probable *Gradianopol-, puis amuïssement de [d] : *Graianopol, non attestée. Cette évolution est commune à la langue d'oïl et au francoprovençal (cf. SĒTA > oïl : soi, franco-provençal : seia ≠ occitan : seda). De même, le [p] intervocalique a évolué en [v] en langue d'oïl et en franco-provençal (cf. SAPĒRE> oïl : saveir / savoir, franco-provençal : saveir ≠ occitan : saber), d'où la forme Grainovol bien attestée. Le passage de Grainovol à Graignoble s'explique par la métathèse de [l] et le passage secondaire de [v] à [b] dans le groupe [vl], phénomène effectif au XIVe siècle. Cette évolution phonétique a peut-être été également motivée par l'attraction du mot noble qui aura favorisé la fixation définitive de la forme Grenoble. Il est à noter que cette terminaison -noble, bel et bien sentie comme un mot à part entière, a fait l'objet d'un rejet sous la Révolution, mais alors que de nombreuses villes sont rebaptisées à cette époque, Grenoble ne l'est pas. C'est Louis XVIII, irrité par l'esprit frondeur de la cité, qui en 1816 la surnommera Grelibre. Le nom de Graisivaudan tire son origine de Gratianopolis (pagus Gratianopolitanus), c’est-à-dire le territoire de Grenoble.

## Hommage
En 1868, les peintres dauphinois, Diodore Rahoult et Henri Blanc-Fontaine réalisent la peinture du plafond du vestibule du Musée-bibliothèque de Grenoble où figurent les noms antiques de Cularo et Gratianopolis. En 1884, le sculpteur grenoblois Henri Ding réalise le buste de Gratianopolis, figure allégorique de la ville, conservé de nos jours au Musée de Grenoble. En 2014, en marque de considération pour la ville antique, Radio Campus Grenoble intitule l'une de ses émissions dédiée à l'urbanisme, Gratianopolis.